# شیاطین (فیلم ۱۹۷۳)
شیاطین (به فرانسوی: Les Démons) یک فیلم سینمایی ترسناک محصول مشترک سینمای فرانسه و سینمای پرتغال به کارگردانی خسوس فرانکو است که در سال ۱۹۷۳ اکران شد. 

## خلاصه داستان
داستان فیلم در مورد یک گروه از راهبه‌ها می‌باشد که توسط شیاطین تسخیر می‌شوند و در سیاه چاله‌ای مورد شکنجه آنها قرار می‌گیرند و ...

## یادداشت ها و منابع
ویکپدیای فرانسوی
1. ↑  Visa d'exploitation # sur Centre National du Cinéma